# Constância Félix
Constância Berbert Dutra da Silva (Manhuaçu, 11 de março de 1957), mais conhecida como Constância Félix ou Tancinha, é uma política brasileira, empresária, paisagista, ex-primeira-dama de Limeira-(SP), ex-presidente do CEPROSOM (Centro de Promoção Social) de Limeira, ex-deputada estadual pelo Estado de São Paulo e atual vereadora do município de Limeira.

## Vida Pessoal
Formou-se em economia no Instituto Superior de Ciências Aplicadas, ISCA, em 1988, ano em que teve o primeiro filho, Murilo Félix. Desde sempre foi membro da Igreja Presbiteriana do Brasil. Devido ao ramo de negócios do marido, Sílvio Félix, estudou paisagismo e atuou na área até ocupar o cargo de Deputada Estadual, em 2015.

## Vida Pública
É filiada ao PDT desde 2000 e nunca fez uma troca partidária. Em 2004, com a vitória eleitoral do marido, eleito prefeito de Limeira com e re-eleito em 2008, Constância Félix então passou a ocupar a função de Primeira dama até 2011, com a saída de Félix do cargo de prefeito. Em 2005 passou a presidir o CEPROSOM (Centro de Promoção Social de Limeira). Constância Félix candidatou-se a deputada estadual nas eleições de 2010, tendo obtido 50.831 votos. Suplente, assumiu o mandato em 1 de fevereiro de 2015, cargo que ocupou até o fim da legislatura. Em 2011, então primeira dama de Limeira, teve decretada sua prisão temporária por suspeita da prática dos crimes de formação de quadrilha, lavagem de dinheiro, sonegação fiscal, falsidade ideológica e furto qualificado. Em decorrência da prisão foi exonerada do cargo que ocupava na Assembleia Legislativa do Estado de São Paulo. 